# تحسين المنزل (مسلسل)
تحسين المنزل (بالإنجليزية: Home Improvement)‏ هو مسلسل كوميدي تم إنتاجه في الولايات المتحدة. بدأ عرضه في سنة 1991 على هيئة الإذاعة الأمريكية. بلغ عدد مواسم المسلسل 8 مواسم، بلغ عدد حلقاته 204 حلقات، وتبلغ مدة الحلقة الواحدة 22 دقيقة. تم بث المسلسل لأول مرة بتاريخ 17 سبتمبر 1991 بينما تم بث آخر حلقة منه بتاريخ 25 مايو 1999 بعد أن استمر لقرابة 8 أعوام. من بطولة تيم ألين وباتريشيا ريتشاردسون.

## وصلات خارجية
- تحسين المنزل على موقع IMDb (الإنجليزية)
- تحسين المنزل على موقع IMDb (الإنجليزية)
- تحسين المنزل على موقع ميتاكريتيك (الإنجليزية)
- تحسين المنزل على موقع روتن توميتوز (الإنجليزية)
- تحسين المنزل على موقع كينوبويسك (الروسية)
- تحسين المنزل على موقع ألو سيني (الفرنسية)
- تحسين المنزل على موقع قاعدة بيانات الفيلم (الإنجليزية)
- الموقع الرسمي